# Hogrefe Verlag
Hogrefe Verlag – międzynarodowe wydawnictwo zajmujące się wydawaniem treści naukowych.
Wydawnictwo specjalizuje się w książkach i czasopismach z zakresu psychologii i psychiatrii. Nakładem wydawnictwa wychodzi 200 tytułów książkowych rocznie.
Pierwotnie firma została założona w Getyndze w Niemczech. Obecnie Hogrefe Publishing Group obejmuje wydawnictwa zlokalizowane w 15 krajach świata.